# Matérialisme dialectique

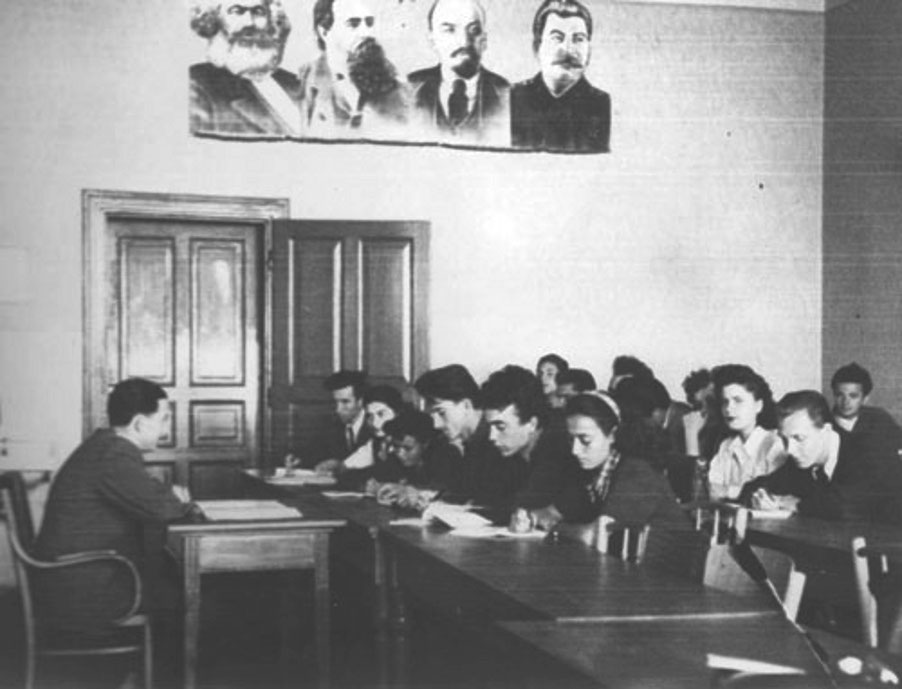
Cours de matérialisme dialectique à l'université de médecine et pharmacie Victor Babeș, République populaire roumaine, 1951.

Le matérialisme dialectique, ou dialectique matérialiste, ou diamat, est l'emploi, dans la pensée marxiste, de la méthode dialectique pour analyser la réalité à travers le prisme du matérialisme. L'élaboration matérialiste de la dialectique se situe dans le prolongement du matérialisme historique, conçu par Karl Marx et Friedrich Engels sous le nom de « conception matérialiste de l'histoire » pour aboutir à une « connaissance scientifique de l'histoire », soit une évaluation objective des formations de la conscience en les rapportant à leur fondement réel et social. La dialectique marxiste unifie deux éléments que Marx trouve séparés dans la vie intellectuelle de son époque : le matérialisme philosophique fondé sur la science de la nature d'une part, et la dialectique de Hegel, soit la théorie des contradictions (thèse-antithèse-synthèse), d'autre part. Appliquant au processus historique les lois de la nature, le matérialisme dialectique vise à analyser les évolutions des sociétés humaines, y compris les périodes révolutionnaires où l'évolution naturelle s'accélère.
L'expression « matérialisme dialectique » n'apparaît cependant jamais chez Marx, cependant qu'Engels évoqua à une seule reprise la « dialectique matérialiste ». À la suite de Joseph Dietzgen en 1887, Karl Kautsky l'emploie dans un article en hommage à Engels dès 1888. Le concept de matérialisme dialectique fut repris ensuite par Gueorgui Plekhanov, afin de développer l'idée d'un matérialisme ayant su assimiler et intégrer les enseignements de la dialectique idéaliste de Hegel. A posteriori, l'expression a parfois été utilisée pour désigner dans son ensemble la dimension philosophique du marxisme,,.
Dans l'optique du matérialisme historique, les conditions matérielles déterminent les relations de production — soit la technologie, les inventions, les formes de propriété — lesquelles déterminent à leur tour les philosophies, les formes de gouvernement, les lois, la culture et les principes moraux des organisations sociales. L'évolution quantitative des conditions matérielles conduit à des évolutions qualitatives : le matérialisme dialectique, se présentant comme prolongation du matérialisme historique, consiste à étendre la méthode dialectique au-delà de l'étude de la société, pour l'appliquer à celle de la nature. La pensée matérialiste de Marx et Engels s'approprierait la « forme » de la dialectique de Hegel, mais en la dépouillant de son « idéalisme » : alors que la dialectique hégélienne consistait en une dialectique de la pure pensée, Marx et Engels aspirent à une connaissance scientifique de la réalité, leur conception de la dialectique devant représenter le mouvement du réel dans son développement immanent. Pour le philosophe Henri Lefebvre, le terme de matérialisme dialectique englobe la conception marxiste du monde prise dans toute son ampleur.
Récupéré par le stalinisme et érigé en philosophie fondamentale et obligatoire pour tout communiste, le matérialisme dialectique est ensuite utilisé dans les régimes communistes, non plus comme une méthode d'analyse, mais comme une doctrine à laquelle sont subordonnées les sciences dans leur ensemble. La déstalinisation, puis le déclin de l'idéologie communiste, entraînent un discrédit progressif du matérialisme dialectique, remis en cause jusque dans les écrits d'intellectuels marxistes ou marxiens contemporains,.

## La dialectique marxiste

### Influence initiale de Hegel
Dérivée de l'œuvre de Georg Wilhelm Friedrich Hegel, la philosophie marxiste est à la fois une stricte application de la méthode de ce dernier, et une réaction radicale contre la pensée hégélienne. Hegel conçoit la dialectique comme l'enchaînement des contradictions qui engendrent l'histoire de l'humanité : celle-ci est une suite logique de forces qui se combattent pour en faire surgir de plus grandes. Il s'agit donc, pour Hegel, d'étudier la logique du réel en évitant de se perdre dans un monde d'abstractions. Le sens du mot dialectique évolue dès lors, et cesse de désigner uniquement une simple dispute d'idées comme dans la philosophie classique, pour s'étendre à une logique de forces, plus précisément un conflit de puissances évoluant à travers le temps. Toute existence, idée ou institution suit une démarche en trois étapes, soit affirmation, négation et négation de la négation, résumée généralement par la « triade » thèse / antithèse / synthèse d'après la formulation donnée par Fichte dans Doctrine de la science (1794) et non par Hegel qui l'exprime autrement.
Karl Marx, tout en étant fidèle à la méthode de Hegel, s'oppose diamétralement au fond de sa pensée. Hegel, en effet, est un idéaliste en ce qu'il considère qu'Histoire et idée se confondent, le développement de l'une n'étant que l'épanouissement de l'autre. L'Idée, expression de la divinité, existe de toute éternité (thèse), mais s'« aliène » à un moment donné pour s'incarner dans la nature (antithèse), la conscience de l'homme, spontanée d'abord et réfléchie ensuite fournissant la synthèse. Marx reproche à Hegel d'avoir maintenu l'idée du mouvement dans les bornes de la pensée philosophique pure, soit d'avoir fait de l'Esprit l'origine de la nature et de l'homme, niant ainsi l'être objectif de l'homme, à savoir ses rapports de dépendance à l'égard de la matière. Pour Marx, au contraire, l'Histoire n'est pas le seul produit de l'humanité pensante, mais en premier lieu celui des forces matérielles. Le retournement opéré par Marx se fonde sur le matérialisme de Ludwig Feuerbach, hégélien « de gauche » qui, en élaborant la théorie de l'aliénation religieuse, fait évoluer l'hégélianisme vers l'athéisme. Marx et Engels adoptent dès lors l'athéisme humaniste de Feuerbach : le matérialisme de ce dernier leur apparaît cependant incomplet, car il interprète la connaissance d'après le critère immuable d'une nature primordiale, déterminée de manière abstraite. Marx et Engels entreprennent de dépasser le naturalisme de Feuerbach en élaborant un matérialisme nouveau, à la fois « dialectique » et « évolutionniste », tirant ses sources à la fois de la méthode de Hegel et des théories de Charles Darwin, ainsi que des matérialismes du XVIIIe siècle comme celui d'Holbach, et des matérialismes antiques présents chez Démocrite et Épicure. Ils se livrent néanmoins à une critique des pensées antiques – Marx reproche ainsi à Épicure sa vision « tautologique » de l'origine du monde – et modernes – pour Marx et Engels, le matérialisme du XVIIIe a le tort de ne représenter le mouvement que comme une suite rigide de causes et d'effets. Pour Marx, il s'agit de s'appuyer sur un « nouveau matérialisme », qui exprimerait et organiserait la transformation du monde, soit de la réalité naturelle et sociale.

### Dialectique et matérialisme chez Marx et Engels
L'Idéologie allemande, rédigé entre 1845 et 1846, utilise et revendique les concepts de « matérialisme » et de « dialectique ». L'évolution de sa pensée conduit Marx à rejeter la dialectique hégélienne. Misère de la philosophie, publié en 1847, contient des textes très durs contre la méthode hégélienne qui réduit « par abstraction et par analyse, toute chose à l'état de catégorie logique » : pour Marx, la méthode de Hegel supprime purement et simplement le contenu en l'absorbant dans l'Esprit et la Raison pure. Marx et Engels, dont les écrits sont alors principalement de nature empirique, semblent donc condamner la dialectique : la théorie des contradictions sociales impliquée dans le Manifeste du Parti communiste est moins inspirée de la logique hégélienne que de l'humanisme et de l'aliénation au sens matérialiste du mot. Le concept de « dialectique matérialiste » n'existe alors pas encore, pas plus que l'expression « matérialisme dialectique ». Dans la théorie du matérialisme historique, le mouvement du contenu – historique, social, économique, humain et pratique – implique une certaine dialectique : à savoir celle de l'opposition des classes, de la propriété et de la privation, et du dépassement de cette privation. À cette époque, la théorie économique de Marx n'est pas encore complètement élaborée. Il faut attendre 1858 pour que revienne, sous la plume de Marx, une mention non péjorative de la dialectique, alors qu'il mène les travaux préparatoires de la Critique de l’économie politique et du Capital : il ressort de sa correspondance avec Engels que c'est à cette époque que Marx retrouve et réhabilite la méthode dialectique. En élaborant les catégories économiques et leurs connexions internes, Marx dépasse l'empirisme et en vient à redécouvrir la dialectique : en la débarrassant de son idéalisme, Marx vise à en faire la forme juste du développement des idées. La dialectique marxiste est élaborée en partant des déterminations économiques, ce qui permet de dépasser l'abstraction pour unir la dialectique au matérialisme. En employant la méthode dialectique, Marx vise à étudier une réalité objective déterminée, en analysant les aspects et les éléments contradictoires de cette réalité : le but étant de retrouver la réalité dans son unité, soit dans l'ensemble de son mouvement.
La méthode dialectique constitue, pour Marx comme pour Engels, la garantie d'une démarche matérialiste véritable ; elle est destinée à les distinguer du strict « matérialisme évolutionniste » qu'Engels qualifie de « vulgaire » et qui consiste en une simple intelligence de la nature. Engels et Marx reprochent aux matérialistes comme Büchner ou Vogt de se limiter à la conception matérialiste de la nature, issue notamment des théories de Darwin, et de traiter le monde physique comme une totalité suffisante, en rejetant ainsi en bloc toute la philosophie. Marx condamne notamment le fait que ces auteurs traitent Hegel en « chien crevé », négligeant les apports de sa méthode. Pour lui, appliquer à l'étude de l'organisation sociale la méthode des sciences de la nature, comme le font les évolutionnistes, conduit à légitimer l'ordre existant, ou bien à demeurer dans une impasse réformatrice.
Une fois formé, le matérialisme historique de Marx et Engels s'est retourné contre la philosophie contemplative. L'universalité véritable et concrète est en effet fondée sur la praxis : la conception matérialiste de l'histoire consiste, en partant de la production matérielle de la vie immédiate, à développer le processus réel, soit « la forme des rapports reliés au mode de production et créés par lui » comme « base de l'histoire », et à expliquer à partir d'elle les produits et formes de la conscience, ainsi que l'action politique. Pour Marx et Engels, le milieu forme les hommes et les hommes forment le milieu. L'adoption, par Marx et Engels, d'une méthode dialectique renouvelée, va leur permettre de compléter le matérialisme historique : si la méthode hégelienne leur paraît inutilisable telle quelle sous sa forme spéculative, elle est également le seul élément valable du matériel logique existant, à condition de l'utiliser pour analyser les faits et non les idées. La méthode dialectique vient donc s'adjoindre au matérialisme historique et à l'analyse du contenu économique. Utilisée en partant des déterminations économiques, la dialectique permet de réunir idéalisme et matérialisme, mais aussi de les transformer et de les dépasser. Le matérialisme consiste en effet à déterminer les rapports pratiques inhérents à toute existence humaine organisée, et à les étudier en tant que conditions concrètes d'existence des styles de vie et des cultures : Henri Lefebvre souligne que, contrairement à une interprétation répandue, la dialectique matérialiste ne se limite donc pas à un strict économisme, mais analyse les rapports et les réintègre dans le mouvement total. Les lois de la dialectique sont vues comme universelles, car s'appliquant à tous les niveaux de la réalité : nature, histoire et pensée. Cependant, leur universalité ne découle pas de principes a priori, mais est extraite de la réalité elle-même, dont elle exprime les différents aspects.
En s'inspirant de Hegel, la méthode marxiste affirme que l'analyse suffisamment approfondie de toute réalité atteint des éléments contradictoires : le positif et le négatif, le prolétariat et la bourgeoisie, l'être et le néant ; cette importance des contradictions, reprise de Hegel, est appliquée par Marx à l'analyse de la réalité sociale et économique. La méthode marxiste insiste par ailleurs sur le fait que la réalité à atteindre par analyse, et à reconstituer par exposition synthétique, est une réalité en mouvement. Marx évite l'abstraction hégelienne en affirmant que la méthode ne dispense pas de saisir la réalité de chaque objet : elle ne fait que fournir un cadrage général pour la raison dans la connaissance de chaque réalité. Dans chaque réalité, il faut appréhender des contradictions propres et son mouvement propre : la méthode permet d'en aborder efficacement l'étude en saisissant l'aspect le plus général de chaque réalité étudiée, mais sans remplacer la recherche scientifique par une construction abstraite. Marx et Engels distinguent trois « lois de la dialectique », à savoir le passage de la quantité à la qualité, la négation de la négation et l'unité des contraires.
Chez Marx, la méthode dialectique ne prend pas abstraitement des éléments obtenus par l'analyse, mais considère qu'ils ont, en tant qu'éléments, un sens concret et une existence concrète. Pour lui, l'aliénation de l'homme ne se définit pas religieusement, métaphysiquement ou moralement, mais en fonction d'éléments concrets, présents dans les domaines de la vie pratique : le travail exploitant, la vie sociale dissociée par les classes, et les produits de l'homme échappant à son contrôle en prenant des formes abstraites, celles de l'argent et du capital. L'analyse du capital atteint ainsi un élément primordial, celui de la valeur, à savoir que du fait de l'échange, les produits prennent une valeur distincte de leur valeur d'usage. La méthode dialectique retrouve les conditions concrètes de cette détermination et les restitue dans le mouvement historique, soit en l'occurrence le contexte de l'existence de la valeur d'échange comme catégorie réelle et dominante se situant aux origines historiques du capital commercial, depuis l'Antiquité. L'analyse dialectique permet d'embrasser le mouvement réel dans son ensemble, et d'exposer et comprendre, par la force des interactions et des contradictions, la structure économique et sociale. La connaissance de cette totalité, à travers ses mouvements historiques et son devenir, s'appuie sur l'étude des faits, des expériences et des documents et non sur une reconstruction abstraite. La loi d'équilibre de la société marchande est issue de la contradiction générale entre les producteurs, soit de la concurrence : le processus qui dédouble la valeur en valeur d'usage et valeur d'échange dédouble également le travail humain, qui devient à la fois travail des individus et travail social. La valeur d'échange et le travail social font passer le développement économique à un degré supérieur, et entrer l'histoire dans une nouvelle phase. La société étant mue par des relations vivantes entre individus vivants, qui s'enchevêtrent en un résultat global – la moyenne sociale – la marchandise, une fois lancée dans l'existence, bouleverse les rapports sociaux en ce que les hommes ne sont plus mis en relation que par l'intermédiaire des produits, des marchandises et de la monnaie. L'étude des phénomènes économiques n'est pas empirique et repose sur le mouvement dialectique des catégories : chaque catégorie vient à sa place dans un ensemble explicatif, qui aboutit à la reconstitution de la totalité concrète donnée, soit de la réalité du monde. Le processus historique se construit ainsi de manière contradictoire, par la séparation de la valeur d'échange et de la valeur d'usage, soit de la production et de la consommation : les deux éléments du processus économique divergent jusqu'à entrer en contradiction ; ainsi, les conditions sociales du capitalisme moderne reposent sur un retournement dialectique de la propriété, droit qui n'est plus fondé sur le travail personnel, mais sur le droit, pour ceux qui détiennent les moyens de production, de s'approprier la plus-value.
Dès lors, la dialectique matérialiste se pose comme une analyse du mouvement du contenu de la réalité, et une reconstruction du mouvement total. Elle se veut une méthode d'analyse pour chaque degré et chaque totalité concrète, et pour chaque situation historique originale et, en même temps, une méthode synthétique se donnant pour objectif la compréhension du mouvement total, en n'obéissant pas à des axiomes ou à de simples analogies, mais à des lois de développement. Elle vise ainsi à être à la fois une science et une philosophie, soit une analyse causale et une vision générale, avec pour objectifs une prise de conscience du monde donné, et une transformation de ce monde. Le rapport des éléments contradictoires est analysé comme une lutte et un rapport conflictuel d'énergies qui produisent la société moderne.
La loi du passage de la quantité à la qualité signifie que tout changement qualitatif a pour base objective une modification quantitative de la réalité dont il est le résultat ; d'autre part, toute transformation matérielle s'accompagne d'une rupture qualitative. La loi de la négation de la négation considère que le développement de toute réalité s'explique par le mouvement de ses contradictions internes. Enfin, la loi de l'unité des contraires signifie qu'aucune contradiction ne se ramène à une opposition mécanique : la lutte des classes n'est donc pas l'affrontement de groupes sociaux autonomes, mais de contraires objectifs – la bourgeoisie et le prolétariat unis par leur appartenance commune au système capitaliste.
Les choses puisent ainsi leurs différences, ou leurs déterminations, non pas dans une transcendance, mais dans le développement de leurs contradictions au sein d'un même mouvement : la dialectique marxiste se veut donc une philosophie de l'émancipation sociale : en analysant comment la production des moyens d'existence a bouleversé la place de l'homme dans la nature, Marx et Engels déterminent l'origine de la domination sociale, qui ne saurait avoir qu'un temps. La division de l'humanité en dominants et dominés, en fonction du jeu des contradictions, ne manquera pas de se changer en son contraire. Le matérialisme dialectique rejoint le schéma de la lutte des classes, que Marx et Engels voient comme la clé de l'économie politique : à la thèse du communisme primitif succède l'antithèse de la société marchande mue par la lutte des classes, qui devra elle-même faire place à la synthèse d'une société sans classes, qui deviendra le nouveau communisme. Marx théorise ainsi l'effondrement du capitalisme par son mouvement dialectique et l'accumulation de ses contradictions : la thèse – l'accumulation primitive du capital – est contrebalancée par l'antithèse – une prolétarisation et une paupérisation croissantes. L'éclatement des contradictions du capitalisme – la baisse tendancielle du taux de profit, le dynamisme anarchique du régime capitaliste, le désordre des marchés – conduira à un effondrement généralisé du capitalisme, accompagné d'une révolution prolétarienne.

## Évolutions

### Premiers continuateurs de Marx
Karl Marx lui-même ne donne pas suite à son projet d'exposition de sa méthodologie dialectique ; à la fin de sa vie, les éléments de sa pensée sont cependant ceux qu'exprimera par la suite le terme de « matérialisme dialectique », qu'il n'a lui-même jamais employé. Après s'être réapproprié la méthode hégelienne, c'est avec une certaine « coquetterie » – selon ses propres termes – qu'il accentue, dans Le Capital, la forme dialectique de son exposé économique. À compter des années 1870, l'allemand Joseph Dietzgen s'approprie la dialectique marxiste dont il propose une interprétation personnelle en lui donnant une coloration immanentiste, et en l'identifiant au monisme. Friedrich Engels se lance par ailleurs à partir de 1873, avec l'accord de Marx puis après la mort de ce dernier, dans des travaux sur la science de la nature : Engels vise à résoudre le conflit entre l'« idéalisme » de la philosophie de la nature et le « matérialisme vulgaire » de la science de la nature, en s'appuyant sur les convergences entre les connaissances scientifiques. Appliqué à la nature, le terme « dialectique » signifie une synthèse des connaissances de celle-ci, rapportée au concept philosophique d'unité de la nature, et ce pour supprimer la séparation, qu'Engels juge artificielle, entre la nature et l'histoire. Les travaux d'Engels restent cependant inachevés, sans que leur auteur ait pu résoudre le problème de sa « théorie générale du mouvement », censée fournir la base d'une science générale de la nature, et qui se rapporte dans les faits à une forme de philosophie de la nature.
En 1886, Engels, dans son Ludwig Feuerbach, emploie l'expression « dialectique matérialiste » une seule fois, mais pas « matérialisme dialectique ». Celui-ci est utilisé l'année suivante par Dietzgen dans son ouvrage Incursions d'un socialiste dans la région de la connaissance. Aux yeux de Dietzgen, être un « social-démocrate », c'est être « un matérialiste dialectique ». Pour lui, l'origine du monde réel ne dépasse ni l'entendement humain, ni le monde matériel, le développement de toutes choses ne s'expliquant qu'au dedans d'elles-mêmes et par l'union des contraires. L'italien Antonio Labriola, à son tour, associe la philosophie marxiste au monisme, en ce qu'elle n'est qu'un développement formel des connaissances établies par les sciences, soit un discours critique sur l'état des savoirs : il ne s'agit pas, selon Labriola, de présenter le principe universel de toutes choses, mais de montrer comment les phénomènes sont reliés entre eux dans un même mouvement. L'essence dialectique du matérialisme marxiste tient ainsi en ce qu'il est non pas un système métaphysique, mais une synthèse temporaire, qui doit en permanence se mettre en adéquation avec la connaissance empirique. Le russe Gueorgui Plekhanov poursuit l'interprétation moniste du matérialisme, en s'inspirant probablement de Dietzgen : pour lui, la matière engendre et détermine la pensée, le matérialisme étant ainsi caractérisé par la primauté de l'être matériel. À la fin du XIXe siècle, les « révisionnistes », comme Eduard Bernstein, reprochent à Marx de méconnaître la différence entre la réalité et les idées et de prétendre à atteindre l'essence de toutes choses, ce qui revient à faire du matérialisme une idéologie partiale, voire une métaphysique qui déborde la sphère valide des phénomènes : contre les révisionnistes, Plekhanov se livre à une défense du matérialisme dialectique, et dénonce le « retour au kantisme », en soutenant que cette remise en cause revient à nier les lois des contradictions dans les phénomènes économiques, donc la perspective d'un renversement révolutionnaire du capitalisme. La défense de la « dialectique » s'identifie donc, chez Plekhanov, à un combat contre le réformisme.
Les travaux de Plekhanov contribuent à former une génération de militants russes, parmi lesquels Lénine. En 1909, dans un contexte où il doit rivaliser, à l'intérieur du courant bolchevik, avec la tendance de Bogdanov et avec les « gauchistes » partisans du boycott de la Douma, Lénine publie l'ouvrage Matérialisme et empiriocriticisme. Dans ce livre, destiné à engager le combat avec ses adversaires sur le terrain des idées, Lénine expose sa vision du matérialisme dialectique et sa théorie de la connaissance : pour Lénine, qui à la suite de Plekhanov s'oppose à l'introduction d'une forme de kantisme dans le marxisme, la dialectique est une conclusion énoncée à la fin de l'étude concrète du mouvement historique et social. Elle n'est pas une autorité suprême, mais une synthèse générale du travail empirique et théorique, et une méthode permettant de penser l'indépendance du réel, fondé sur une idée universelle du mouvement. Des trois « lois » de la dialectique – lui-même préférant parler de « principes », Lénine ne retient qu'un seul élément fondamental : celui du dédoublement de l'un et de l'unité des contraires. Lénine s'en prend notamment au positivisme scientifique d'Ernst Mach, dont Bogdanov se réclame : pour ce faire, il ne procède pas à une analyse conceptuelle, mais oppose à une série de citations et de résumés d'autres citations et des allusions à Marx et Engels. Il s'en prend, de manière violente et sommaire, aux théories d'Ernst Mach et affirme la nécessité de « l'esprit de parti en philosophie », ce qui implique de choisir forcément son camp entre « droite » et « gauche ». L'idée fondamentale de Lénine est que, selon le matérialisme dialectique, la représentation en général est un reflet de la réalité objective, et que la pensée humaine est capable de donner « la vérité absolue qui n'est qu'une somme de vérités relatives ». Dans cette optique, le développement des sciences ne peut que confirmer le matérialisme, le « génie » de Marx ayant été d'appliquer le matérialisme aux sciences sociales, ce qui permet de balayer « impitoyablement, comme des ordures » toute forme d'idéalisme et les nouvelles tendances en philosophie. En prônant une philosophie marxiste « coulée dans un seul bloc d'acier », Lénine transpose sur le terrain philosophique sa conception de la raison politique, basée sur la séparation en deux camps et sur une stricte discipline du camp révolutionnaire.

### Léninisme, marxisme-léninisme, stalinisme…
Après la révolution d'Octobre et l'arrivée au pouvoir des bolcheviks en Russie, le matérialisme dialectique, s'il demeure un élément essentiel de la pensée marxiste, est l'objet de débats théoriques entre les « mécanistes », qui souhaitent subordonner la dialectique aux résultats des sciences, et les « dialecticiens », qui conçoivent la dialectique comme une méthode générale, valide pour les sciences naturelles et humaines. Les travaux inachevés d'Engels sur la science de la nature sont publiés par l'Institut Marx-Engels de Moscou, sous le titre de Dialectique de la nature, provoquant une polémique entre les marxistes qui adhèrent à l'idée d'une loi dialectique régissant les mouvements de la nature et ceux qui s'y opposent.
Les idées exposées par Lénine dans Matérialisme et empiriocriticisme sont considérées, au sein de l'Internationale communiste, comme fondatrices du matérialisme dialectique. Au sein du courant conseilliste, Anton Pannekoek critique les idées de Lénine comme celles non pas d'un « matérialiste historique », mais d'un « matérialiste bourgeois » prisonnier dans son analyse des conditions particulières de la Russie. Pour Karl Korsch, Lénine a avant tout voulu ramener la philosophie à une époque prékantienne, ce qui fait que son matérialisme reste théorique et que le matérialisme l'y emporte sur la dialectique.
Progressivement, les débats philosophiques sont éliminés en URSS et les théoriciens sont contraints de se conformer à la ligne officielle ; certains meurent en déportation. Le matérialisme dialectique devient dès lors un élément de la pensée stalinienne. Toute liberté philosophique disparaît en URSS dans les années 1930 ; en 1938, Staline lui-même publie Histoire du Parti communiste (bolchevik) de l'URSS : le quatrième chapitre, Le Matérialisme dialectique et le matérialisme historique, qui constitue le noyau conceptuel de l'orthodoxie stalinienne, est également publié en ouvrage à part. L'interprétation de Staline, qui fige le léninisme en une série de formules répétitives, devient la norme au sein de l'Internationale communiste et de l'idéologie officielle de celle-ci, qui utilise désormais le nom de marxisme-léninisme : pour Staline, le matérialisme dialectique donne à tous les savoirs une méthode absolue, et la philosophie matérialiste consiste en un ensemble de principes universels. Le Matérialisme dialectique et le matérialisme historique, qui a pour objet de rassembler en une série de propositions l'essence du marxisme-léninisme, érige le diamat au rang de doctrine philosophique fondamentale du communisme. La philosophie est dès lors conçue comme étant à l'origine des sciences ; le matérialisme historique comme une application des principes du matérialisme dialectique à la vie sociale ; et la dialectique comme une méthode d'investigation utilisée pour juger si telle ou telle science respecte ses principes. Les rapports entre les concepts sont mus par une causalité mécanique, la dialectique n'étant plus qu'un développement continu de choses, sans que les notions de contradiction et de renversement n'y figurent plus,. Staline écarte notamment la notion de négation de la négation, d'inspiration trop directement hégelienne. Toute une littérature orthodoxe se développe pour commenter cette conception du matérialisme dialectique ou « diamat », supposée constituer un ensemble de principes suprêmes à l'origine de tout savoir. La vision codifiée par Staline du matérialisme dialectique domine en URSS – puis après 1945 dans les pays du bloc de l'Est – la globalité de la philosophie : ses spécialistes accèdent à un statut académique et occupent des postes importants dans les institutions savantes. La conception stalinienne continue de dominer la vision du matérialisme dialectique jusqu'à la mort du dirigeant soviétique, et se retrouve dans les œuvres de scientifiques communistes ou sympathisants : l'idée que le matérialisme dialectique commande la marche des sciences est ainsi reprise par Marcel Prenant dans Biologie et marxisme (1936) et par Georges Teissier dans Matérialisme dialectique et biologie (1946).
En dehors de l'URSS, le matérialisme dialectique continue de constituer, dans l'entre-deux-guerres, un élément de l'idéologie trotskiste, Trotski lui-même le considérant comme un fondement essentiel de l'analyse marxiste. En Italie, Antonio Gramsci, isolé du reste du mouvement communiste par son incarcération, élabore une « philosophie de la praxis », qui vise à unifier l'histoire, la politique et l'économie en une seule théorie. Pour Gramsci, la dialectique doit être elle-même unifiée à travers la réunion de ces trois concepts : il n'y a pas d'un côté une science de l'histoire, et de l'autre une conception philosophique générale des choses. Au contraire, les catégories de l'histoire s'imprègnent dans la totalité de la pensée et modifient la subjectivité philosophique. En Chine, Mao Zedong publie en 1937 deux textes, De la pratique et De la contradiction. Pour Mao, le matérialisme dialectique, conception mise « au service du prolétariat », est l'union du savoir et du militantisme, permettant de transformer le monde et d'atteindre ainsi de nouvelles connaissances : la conscience est dès lors un réceptacle qui enregistre les changements pratiques et les traduit à chaque étape. Mao considère la contradiction comme une catégorie universelle et absolue, mais se divise dans tout processus en une contradiction « principale » et d'autres contradictions, dites « particulières ». Le dirigeant chinois use ainsi des arguments dialectiques pour décrire et structurer les aspects pratiques de sa politique, menée dans un contexte de guerre : le matérialisme dialectique perd ainsi sa dimension de « doctrine de la classe ouvrière » pour devenir l'idéologie du patriotisme chinois.
Au sein du courant communiste libertaire, plusieurs tentatives de réhabilitation et d'utilisation du matérialiste dialectique ont lieu. Dans un premier temps en 1926, la publication de la Plate-forme d’organisation des communistes libertaires propose une grille de lecture se reposant sur le matérialisme et la lutte des classes comme moteur de l’histoire. Dans les années 1960-1970, Daniel Guérin tente l'élaboration d'un courant qualifié de « marxiste libertaire », cherchant à faire la synthèse entre anarchisme et marxisme. Il s'agit pour l'anarchisme de se réapproprier la conception matérialiste de l'histoire, et pour le marxisme majoritaire de se débarrasser de visées étatistes et autoritaires. Finalement, plutôt qu'une synthèse, le courant communiste libertaire préfère un prélèvement de concept marxiste : la méthode dialectique en premier lieu. C'est ce qu'on retrouve en 1986 dans le Projet communiste libertaire de l'Union des travailleurs communistes libertaires.
Après-guerre, des théoriciens continuent de mener avec une certaine indépendance des travaux sur la dialectique : c'est le cas du hongrois Georg Lukács, pour qui la dialectique marxiste embrasse la totalité des formes de l'être, et non uniquement de l'être social, la conception historique de Marx valant également pour l'être organique. Après la mort de Staline, les écrits des philosophes accèdent à une plus grande liberté : différentes écoles usent du matérialisme dialectique, que l'on retrouve en Italie dans les travaux de Galvano Della Volpe, Ludovico Geymonat, Lucio Colletti ou Sebastiano Timpanaro, en Angleterre dans ceux de Maurice Cornforth, Alex Callinicos ou Roy Bhaskar et en France dans ceux de Roger Garaudy ou Louis Althusser. L'œuvre d'Althusser exprime un certain embarras vis-à-vis de la notion de dialectique : pour lui, Marx n'a pas « renversé » la dialectique de Hegel, mais produit quelque chose de neuf, car ses idées ne sauraient venir d'une simple négation de l'idéalisme hégelien. Althusser, à la suite de Mao, relève plusieurs niveaux de contradictions au sein du matérialisme marxiste où l'économie est un facteur qui surdétermine l'ensemble politique, juridique et idéologique. La dialectique devient en conséquence, chez lui, une forme d'évolutionnisme, car du fait de la surdétermination, une contradiction prime sur les autres et induit un rapport de causalité mécanique : la causalité économique commandant le mouvement de toute réalité humaine, l'histoire est considérée comme mue par un schéma unilatéral de détermination. Certains auteurs tentent par ailleurs de marier le matérialisme dialectique avec d'autres disciplines : pour Tran Duc Thao, il peut constituer une solution aux problèmes de la phénoménologie, le matérialisme élevant le pur donné sensible à un niveau supérieur, celui du devenir dans la nature et dans la société.

## Critiques et déclin
Du vivant même de Karl Marx et de Friedrich Engels, la dialectique matérialiste fait l'objet de remises en cause, y compris au sein du mouvement socialiste : Eugen Dühring, notamment, entend dépasser à la fois le matérialisme et la dialectique, en proposant une « philosophie réelle » fondée sur la connaissance des catégories logiques, pour parvenir à une « science générale et adéquate du monde ». Pour Dühring, l'usage par Marx de la dialectique, empruntée à la pensée d'inspiration religieuse de Hegel, est un non-sens : Marx ne peut en effet prouver la nécessité d'une révolution sociale autrement qu'en invoquant les concepts de l'hégelianisme, pour qui la dialectique doit accomplir le christianisme. Marx a donc commis un contresens majeur, en plaquant son idéalisme sur une œuvre qui en est l'inverse. Engels répond à Dühring en 1878 par l'essai Monsieur E. Dühring bouleverse la science – plus connu sous le titre de Anti-Dühring – dans lequel il défend la conception marxiste du monde et associe le « matérialisme moderne » et la dialectique.
Au XXe siècle, Max Adler, représentant de l'austromarxisme, rejette en 1925 l'ontologie matérialiste car il considère le marxisme avant tout comme une sociologie. Au sein du mouvement trotskiste, le concept de matérialisme dialectique est à l'origine d'une polémique au cours des années 1920 et surtout 1930 : le militant trotskiste américain Max Eastman remet en cause, en 1927, la croyance marxiste en la validité du matérialisme dialectique comme loi du mouvement de l'histoire, qui lui paraît relever davantage de la foi « religieuse » que de la « science ». Eastman, décidé à dénoncer la dialectique d'inspiration hégelienne comme une escroquerie pseudo-scientifique, publie dans cette optique l'essai Marx and Lenin: The Science of Revolution, qui provoque une vive controverse au sein du courant trotskiste. Trotski lui-même prend part à la controverse et accuse les écrits d'Eastman de révisionnisme petit-bourgeois. La polémique s'étend au-delà du mouvement trotskiste quand différents intellectuels marxistes ou marxisants américains prennent leurs distances avec la dialectique. Le philosophe et militant trotskiste Sidney Hook, après avoir initialement condamné Eastman, considère finalement la dialectique comme relevant de la mythologie. En dehors de la mouvance communiste, des intellectuels comme Edmund Wilson ou John Dewey réfutent à la même époque l'usage marxiste de la dialectique, qu'ils considèrent comme un « mythe », ou un concept de type théologique. En 1939, Max Shachtman et James Burnham, dirigeants du Parti socialiste des travailleurs, publient un article dans lequel ils prennent leurs distances avec le matérialisme dialectique, dont ils considèrent qu'il n'est en rien indispensable à la théorie ou à la pratique marxistes ; Trotski se montre particulièrement irrité de voir des cadres trotskistes de premier plan prendre de telles positions. En 1939-1940, les polémiques alimentées par Trotski lui-même autour du matérialisme dialectique – un concept que de nombreux militants de la Quatrième Internationale avouent ne pas comprendre – contribuent à jeter le trouble au sein du mouvement trotskiste, s'ajoutant à la controverse autour du refus de Trotski de condamner l'invasion soviétique de la Finlande. Une grande partie des cadres trotskistes, déconcertés par les positions de Trotski sur les questions internationales, le sont encore plus de le voir consacrer un temps précieux, dans un contexte de guerre mondiale, à des polémiques autour d'un concept intellectuel pointu : l'ensemble de ces controverses conduit en 1940 à la scission du mouvement trotskiste américain.
S'agissant de la vision stalinienne du matérialisme dialectique, le politologue Dominique Colas qualifie l'œuvre doctrinale de Staline de « meilleur des manuels pour apprendre la « langue de bois » », et la résume à la construction d'une doxa grâce à laquelle le n°1 soviétique pouvait s'ériger en gardien de l'orthodoxie. Pascal Charbonnat, auteur d'un ouvrage sur l'histoire des philosophies matérialistes, juge qu'il s'agit là d'un outil idéologique d'auto-justification de la dictature : pour Staline, les processus de la connaissance sont un « rapport hiérarchique entre différentes instances », qui aboutit à ce que les sciences soient soumises à un « centre de commandement unique », rôle que Staline confie au matérialisme dialectique. Pour Charbonnat, la pensée stalinienne constitue une « dénaturation » du matérialisme dialectique, le dirigeant soviétique faisant preuve « d'une surdité complète vis-à-vis de la conception dialectique de Marx et d'Engels » : dans la conception de Staline, la philosophie dirige unilatéralement la marche des sciences, avec pour conséquence notable des travaux pseudo-scientifiques comme ceux de Lyssenko. En appliquant la dialectique aux sciences de la nature et en tentant de démontrer celle-là par celles-ci, Lyssenko donne en effet naissance à un courant — le « lyssenkisme » — qui relève du charlatanisme, fait régner la terreur dans le milieu de la biologie en URSS et impose, dans les milieux scientifiques soviétiques, un véritable « culte de la personnalité » autour de lui. En Chine, Mao fait du matérialisme dialectique un outil au service de son propre dirigisme, et destiné à justifier les variations opportunistes de sa politique. Dès lors, au sein du marxisme stalinien ou maoïste, « il n'y a plus de débat, mais un long commentaire des concepts et des œuvres philosophiques, oscillant entre les limites tracées par les chefs ».
Plus généralement, certains marxologues et marxistes jugent que l'expression « matérialisme dialectique » est étrangère à la pensée de Marx, et donc au marxisme : pour Cyril Smith, c'est une « caricature », symbolisée en particulier par son utilisation par le stalinisme ; pour André Tosel, « la détermination du marxisme comme matérialisme dialectique et matérialisme historique oublie que l'innovation essentielle dont est porteuse la théorie marxiste, celle des rapports sociaux de production, fait de la philosophie avant tout une théorie de l'histoire, non pas un système se comprenant à partir d'un camp théorique déjà déterminé par toute l'histoire théorique passée » : à ses yeux, le concept de matérialisme dialectique est avant tout une théorie léniniste, empruntée à Plekhanov et « issue d'une certaine lecture d'Engels ».
Le philosophe Julien Benda critique fortement le matérialisme dialectique dans la préface de 1946 à son ouvrage La Trahison des Clercs : il argue qu’en se référant à des lois supposées de l’histoire, il s’oppose en tout point à la démarche rationnelle qui devrait être celle des clercs. Pour Benda, « cette position [le matérialisme dialectique] n’est aucunement, comme elle le prétend, une nouvelle forme de la raison, le « rationalisme moderne » ; elle est la négation de la raison, attendu que la raison consiste précisément, non pas à s’identifier aux choses, mais à prendre, en termes rationnels, des vues sur elles. Elle est une position mystique ». C’est un principe d’action et non de raison pour Benda, un principe de révolutionnaire : « C’est pourquoi elle est d’une valeur suprême dans l’ordre pratique, dans l’ordre révolutionnaire, et donc tout à fait légitime chez des hommes dont tout le dessein est d’amener le triomphe temporel d’un système politique, exactement économique, alors qu’elle est une flagrante trahison chez ceux dont la fonction était d’honorer la pensée précisément en tant qu’elle se doit étrangère à toute considération pratique. (…) J'attends que l'on me cite un seul résultat dû à la méthode du matérialisme dialectique et non à l'application du rationalisme tel que tout le monde l'entend, encore que souvent particulièrement nuancé ». Il va plus loin dans sa critique, accusant expressément les tenants de cette doctrine de ne la défendre que pour faciliter les ralliements à leur cause (dans un contexte où le stalinisme est dominateur) : « Si l’on demande quel est le mobile de ceux qui brandissent cette méthode, la réponse est évidente : il est celui d’hommes de combat, qui viennent dire aux peuples : « Notre action est dans la vérité puisqu’elle coïncide avec le devenir historique ; adoptez-la. » ». Raymond Aron, qui considère comme très surfaite la place tenue par le marxisme dans la pensée occidentale, juge qu'« on chercherait vainement un notable historien dont l'œuvre découlerait du matérialisme dialectique ». Aux yeux de Nicolas Berdiaev, le concept de matérialisme dialectique relève de l'absurdité; pour lui, Marx n'est pas un matérialiste mais un idéaliste extrême, pour qui ce n'est plus l'être qui détermine la conscience, mais la conscience qui détermine l'être, en l'occurrence le prolétariat déterminé par la conscience de Marx. En conséquence, la classe sociale, prise comme totalité organique, n'existe qu'en pensée et non dans l'être : « concevoir quoi que ce soit comme totalité organique n'est pas propre à l'option matérialiste. Et si les marxistes disent que c'est propre au matérialisme dialectique, que leur matérialisme est dialectique et non mécaniste, ils affirment la monstruosité logique de la combinaison de la dialectique avec le matérialisme. Hegel se retournerait dans sa tombe… Non, si vous êtes matérialistes, vous n'êtes aucunement dialecticiens. Vous êtes de vulgaires enfants de Helvetius et de Holbach, et les frères de Buchner et de Moleschott. Le matérialisme dialectique est fait pour la démagogie et non pour l'utilisation philosophique ». Alexandre Zinoviev juge quant à lui que la transformation du marxisme en idéologie officielle conduit à faire de la dialectique « non plus un instrument de connaissance des réalités complexes, mais un moyen d'abrutissement et d'escroquerie idéologique ».
Le déclin de l'orthodoxie marxiste après la déstalinisation favorise les interprétations hétérodoxes du marxisme, dont certaines présentent de nouvelles interprétations du matérialisme dialectique, quand elles ne le réfutent pas. La critique du matérialisme dialectique se retrouve dans un ouvrage comme le Dictionnaire critique du marxisme, qui souligne qu'en considérant la « négation de la négation » (la synthèse) comme associée à une conception téléologique du réel, soit une interprétation de l'histoire à partir de sa fin où toutes les contradictions seront censément résolues, le marxisme risque d'être réduit à « un banal prophétisme ».
Les travaux de Denis Collin ramènent la pensée de Marx à sa dimension historique et sociale, tandis que Lucien Sève réfute les thèses d'Engels dans Dialectique de la nature, qu'il juge issues d'une « réflexion en partie immature ». Lucio Colletti se livre à une analyse comparable, jugeant que l'analyse de la société capitaliste par Marx est en contradiction avec la vision « naïve » des sciences de la nature par Engels, qui aurait eu le tort de chercher à bâtir une totalité universelle compréhensive, aboutissant dans les faits à une « métaphysique de la dialectique ». Alfred Schmidt reproche quant à lui à Engels d'être allé au-delà du matérialisme de Marx, en défendant une métaphysique dogmatique qui prétend connaître le monde objectif. Alain Badiou reproche également au matérialisme dialectique d'englober la nature et l'histoire, alors que ces deux réalités sont irréductiblement distinctes. Dominique Lecourt distingue la portée ontologique des lois de la dialectique et leur réalité logique : pour lui, ces lois ne sont pas une description de l'être des choses mais une condition pour leur connaissance. Dans les années 1980, dans un contexte général de déclin du communisme, les exégètes du marxisme tendent à s'accorder dans leur ensemble pour rejeter le matérialisme dialectique, en interprétant le matérialisme de Marx dans sa seule perspective historique et sociologique, et non comme une conception générale du monde.
Les scientifiques Richard C. Lewontin ou Richard Levins – ouvertement marxistes – continuent de se référer explicitement au matérialisme dialectique en tant que méthode d'étude de la nature et de l'évolution. Les militants trotskistes Alan Woods et Ted Grant considèrent quant à eux que le matérialisme dialectique demeure un outil méthodologique valable pour la recherche scientifique, mais reconnaissent que même les chercheurs qui, selon eux, usent dans leurs travaux de méthodes dialectiques, sont pour la plupart réticents à employer l'expression « matérialisme dialectique », du fait du discrédit idéologique désormais rattaché à ce concept.